# Leontios Pełczycki
Leontios Pełczycki (weltlicher Name Lewko Zenowicz bzw. Lewko Zieńkowicz; † August 1595 bei Pinsk, Königreich Polen-Litauen) war orthodoxer Bischof von Chełm (1580–1585) und Pinsk (1585–1595).

## Leben
Lewko Zenowicz war ein Sohn des späteren Bischofs Zacharias von Chełm. 1577 trat sein Vater als Bischof zurück und übergab ihm das Amt. 1580 wurde er offiziell zum Bischof geweiht.
1585 ernannte ihn König Stephan Bathory zum Bischof von Pinsk und Turów. Wegen seiner Amtsführung kam es zu Konflikten mit den Gläubigen seiner Diözese. Ihm wurde vorgeworfen, eigene Interessen zu sehr zu bevorzugen. Patriarch Jeremias II. von Konstantinopel rügte bei einem Besuch in Polen-Litauen 1589 seine Amtsführung und warf ihm vor, dass er das nachlässige Verhalten des orthodoxen Klerus mit Konkubinaten und anderen Abweichungen vom Kirchenrecht toleriere und nichtkanonische Priesterweihen vornehme.
1590 und 1591 nahm er an mehreren Synoden der ruthenischen orthodoxen Bischöfe teil, die eine Union mit der römisch-katholischen Kirche anstrebten. 1594 traf er sich mit dem katholischen Bischof Bernhard von Luzk zu einem Gespräch über diese Union. Am 12. Juni 1595 unterzeichnete er mit anderen orthodoxen Bischöfen eine Vereinbarung über die Union.
Im August 1595 starb er, nachdem er aus seiner Kutsche gefallen war. Er wurde im Mariä-Himmelfahrts-Kloster in Leschtsch bei Pinsk bestattet.